# Ria Schröder

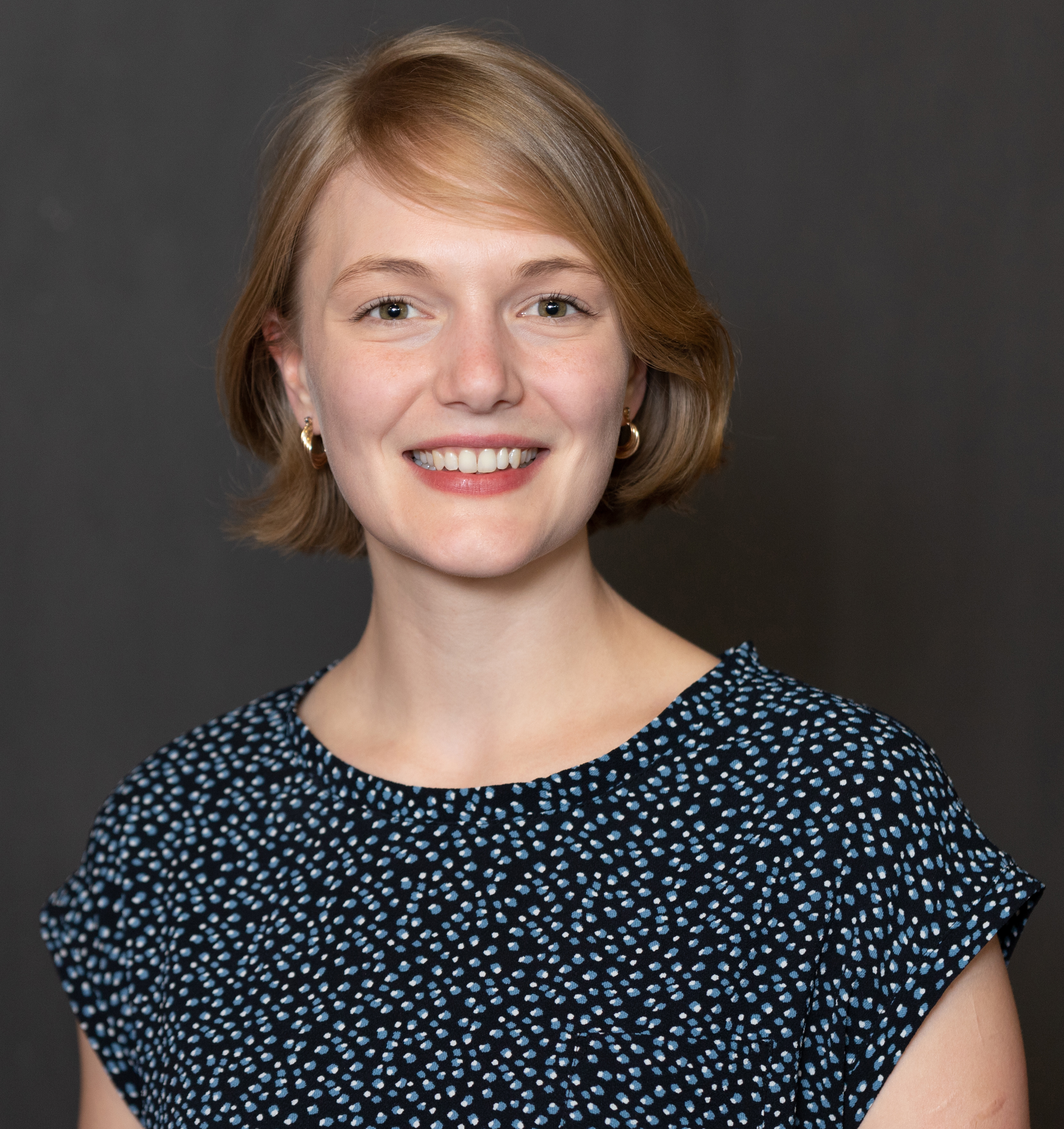
Ria Schröder (2019)

Ria Irmtraut Claudia Schröder (* 7. März 1992 in Boppard) ist eine deutsche Politikerin (FDP). Sie war von 2018 bis 2020 Bundesvorsitzende der FDP-nahen Jugendorganisation Junge Liberale. Seit 2019 ist Schröder Beisitzerin im Bundesvorstand der FDP. Von 2021 bis 2025 war sie Mitglied des Bundestages. Sie ist stellvertretende Vorsitzende der FDP Hamburg.

## Leben
Schröder wuchs im Hunsrück in Rheinland-Pfalz auf und besuchte die staatlich anerkannte, private Ersatzschule CJD Christophorusschule Königswinter, wo sie Internatssprecherin war. Ab 2010 absolvierte sie ein Studium der Rechtswissenschaft an der  privaten Stiftungshochschule Bucerius Law School in Hamburg, das sie 2016 mit dem ersten Staatsexamen abschloss. 2016 begann sie ein Studium in Kunstgeschichte und Italienisch an der Universität Hamburg. Von 2016 bis 2021 war sie Mitarbeiterin in zwei Hamburger Kanzleien. Ab Dezember 2020 absolvierte Schröder das Rechtsreferendariat am Oberlandesgericht Celle, das sie im Dezember 2022 mit dem zweiten Staatsexamen abschloss. Im März 2023 erfolgte ihre Zulassung zur Rechtsanwaltschaft.

## Politische Tätigkeit
Schröder ist seit 2014 Mitglied im Landesvorstand der FDP Hamburg, seit 2015 Mitglied im Bundesvorstand der Jungen Liberalen und wurde am 27. April 2018 Bundesvorsitzende des FDP-nahen Jugendverbands. Sie setzte sich auf dem 56. Bundeskongress der Jungen Liberalen in Gütersloh mit 58,08 Prozent der abgegebenen Stimmen gegen einen Gegenkandidaten durch. Schröder folgte auf Konstantin Kuhle, der nach seiner Wahl in den Deutschen Bundestag nicht mehr als Vorsitzender antrat. Zuvor war sie von 2014 bis 2016 stellvertretende Landesvorsitzende für Organisation der Jungen Liberalen Hamburg sowie zunächst Beisitzerin und später stellvertretende Bundesvorsitzende für Organisation im Bundesvorstand. Auf dem Bundeskongress 2019 wurde sie mit 56,6 Prozent ohne Gegenkandidaten wiedergewählt. Nachdem Schröder ankündigte, nach zwei Jahren als Bundesvorsitzende der Jungen Liberalen nicht erneut anzutreten, wurde auf dem Bundeskongress im August 2020 in Bielefeld Jens Teutrine als ihr Nachfolger gewählt.
Zur Bundestagswahl 2017 trat Schröder für die FDP-Hamburg auf Platz 4 der von Katja Suding angeführten Landesliste in Hamburg an. Zudem setzte sie sich innerparteilich mit ihrer Bewerbung um die Direktkandidatur für die FDP im Wahlkreis Hamburg-Eimsbüttel gegen Burkhardt Müller-Sönksen durch, der bis 2013 Mitglied des Deutschen Bundestages gewesen war. Sie verfehlte jedoch den Einzug in den Bundestag. Für die Wahl zur Hamburger Bürgerschaft 2020 wurde Schröder auf Platz 7 der Landesliste der FDP Hamburg gewählt. Den Einzug in die Hamburger Bürgerschaft verpasste sie jedoch, da ihre Partei an der 5-Prozent-Hürde scheiterte. Zur Bundestagswahl 2021 bewarb sich Ria Schröder auf Platz 1 der Hamburger Landesliste der FDP. Sie konnte sich dabei gegen insgesamt drei andere Kandidaten nicht durchsetzen und wurde anschließend auf Listenplatz 2 gewählt. Sie schaffte den Einzug in den Bundestag.
Im 20. Deutschen Bundestag war Ria Schröder die bildungspolitische Sprecherin der Fraktion der Freien Demokraten. Sie war Mitglied im Ausschuss für Bildung, Forschung und Technikfolgenabschätzung.
Bei der Bundestagswahl 2025 bewarb sie sich auf Platz 1 der Hamburger FDP-Landesliste erneut um ein Mandat, verpasste aber aufgrund des Scheiterns der FDP an der Fünfprozenthürde den Wiedereinzug in den Bundestag.

## Politische Positionen
Schröder kritisierte den Vorschlag von Bundesarbeitsminister Hubertus Heil, eine doppelte Haltelinie für das Rentenniveau und die Beitragssätze bis 2025 festzusetzen, als „himmelschreiend ungerecht für die junge Generation“ und „nicht nachhaltig“. Schröder ist Mitglied der Jungen Rentenkommission der Lobbyorganisation Die jungen Unternehmer.
Schröder fordert eine Privatisierung von Teilen des öffentlich-rechtlichen Rundfunks.
Während der COVID-19-Pandemie in Deutschland forderte sie die „unbürokratische Öffnung“ des BAföG als Soforthilfe für Studierende in finanziellen Notsituationen, ein elternunabhängiges BAföG sei auch schon vor Corona „ohnehin die richtige Lösung“.
Schröder gehörte zu der Gruppe von Bundestagsabgeordneten um Kristine Lütke, die im Vorfeld der Abschaffung des § 219a StGB in einem Video tanzend die Kopf-ab-Geste in die Kamera machte. Das Video stieß auf Kritik. Medien und Politik sprachen von Geschmacklosigkeit angesichts des Themas, es renne keine Frau tanzend und singend zur Abtreibung so Dorothee Bär. Das Video wurde danach von Lütke gelöscht. Lütke sprach von einem Missverständnis, während Schröder die Aktion verteidigte.